# Olimpijskie Centrum Tenisowe w Atenach

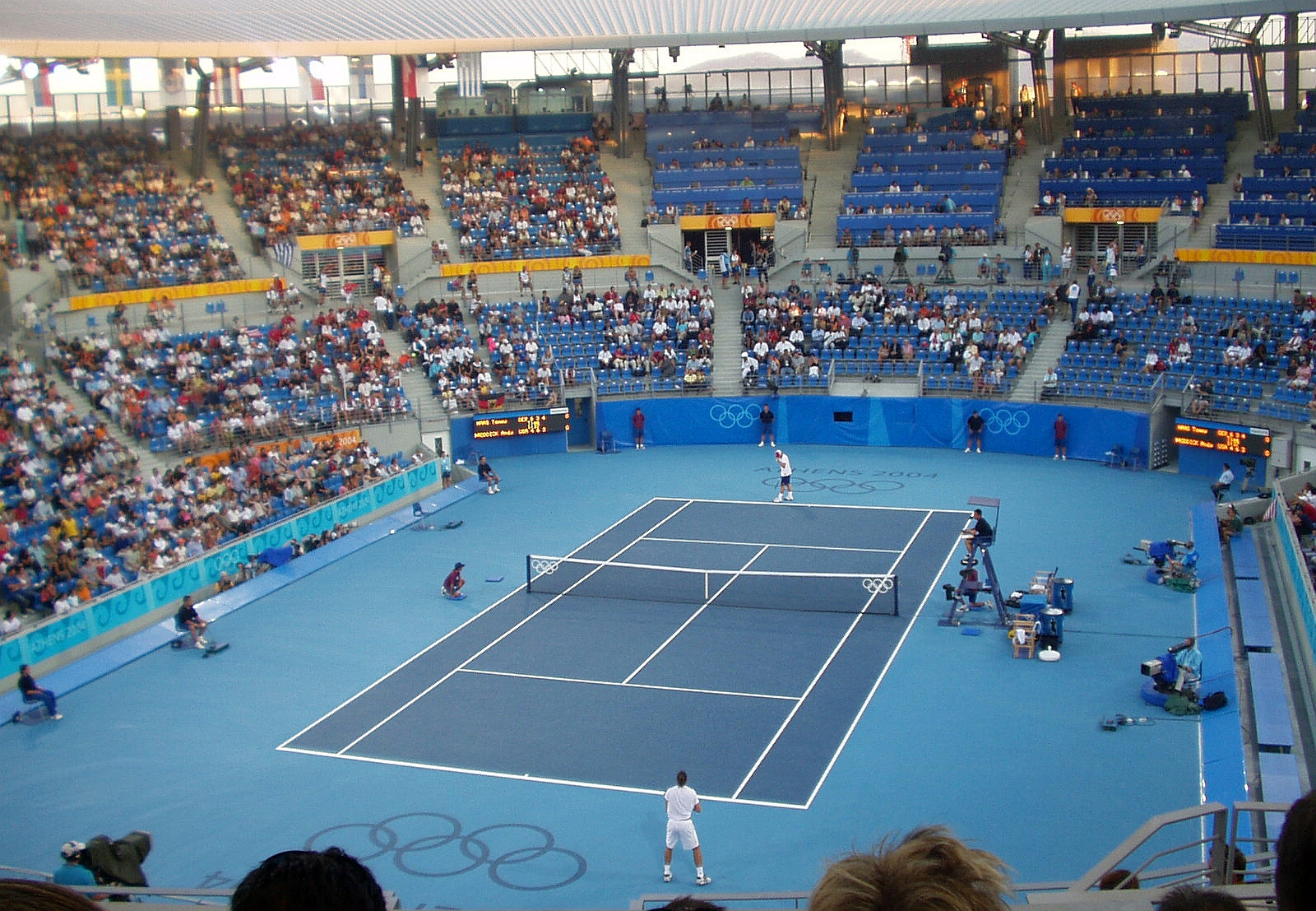

Olimpijskie Centrum Tenisowe (gr. Ολυμπιακό Κέντρο Αντισφαίρισης) – kompleks tenisowy położony na terenie olimpijskiego kompleksu sportowego w Amarusionie (aglomeracja Aten), w Grecji. Dysponuje kortami o nawierzchni twardej, a główny kort kompleksu może pomieścić 8000 widzów. Obiekt był jedną z aren Letnich Igrzysk Olimpijskich 2004.
Główny kort kompleksu posiada częściowo zadaszone trybuny z 8000 miejsc dla widzów i 300 miejscami dla dziennikarzy. Kort nr 1 może pomieśić 3000 widzów. Poza dwoma głównymi kortami, na terenie kompleksu znajduje się 8 dalszych kortów przeznaczonych do rozgrywania zawodów oraz 6 kortów treningowych.
Kompleks został gruntownie przebudowany przed Letnimi Igrzyskami Olimpijskimi 2004, m.in. powstał wówczas zupełnie nowy kort centralny, a nawierzchnię kortów zmieniono z ceglanej na twardą.
W sierpniu 2004 roku obiekt gościł zawody tenisowe podczas Letnich Igrzysk Olimpijskich 2004. We wrześniu 2004 roku w kompleksie rozegrano również zawody w tenisie na wózkach w ramach Letnich Igrzysk Paraolimpijskich 2004.